# Superkubok Rossii 2023
La Supercoppa di Russia 2023 (ufficialmente in russo 2023 Российский Суперкубок?, Superkubok Rossii 2023) è stata la ventunesima edizione della Supercoppa di Russia.
Si è svolta il 15 luglio 2023 alla Kazan Arena di Kazan' tra lo Zenit San Pietroburgo, vincitore della Prem'er-Liga 2022-2023, e il CSKA Mosca, vincitore della Coppa di Russia 2022-2023.
Lo Zenit San Pietroburgo si è aggiudicato il trofeo per l'ottava volta nella sua storia, battendo il CSKA Mosca ai calci di rigore.

## Le squadre
| Squadre               | Qualificazione                          | Partecipazioni precedenti (il grassetto indica la vittoria)           |
| --------------------- | --------------------------------------- | --------------------------------------------------------------------- |
| Zenit San Pietroburgo | Vincitore della Prem'er-Liga 2022-2023  | 10 (2008, 2011, 2012, 2013, 2015, 2016, 2019, 2020, 2021, 2022)       |
| CSKA Mosca            | Vincitrice della Kubok Rossii 2022-2023 | 11 (2003, 2004, 2006, 2007, 2009, 2010, 2011, 2013, 2014, 2016, 2018) |

## Tabellino
| Arbitro: | Karasëv |

|                                               |                      |                                               |
| Malcom Sutormin Mostovoj Bakaev Sergeev Renan | Tiri di rigore 5 – 4 | Čalov Gaich Nababkin Zabolotnyj Gajić Ermakov |